# Landherr Gyula
Landherr Gyula (Székesfehérvár, 1833 – ?, 1904 után) magyar műépítész és építőmester (építési vállalkozó), bérháztulajdonos, illusztrátor.

## Élete

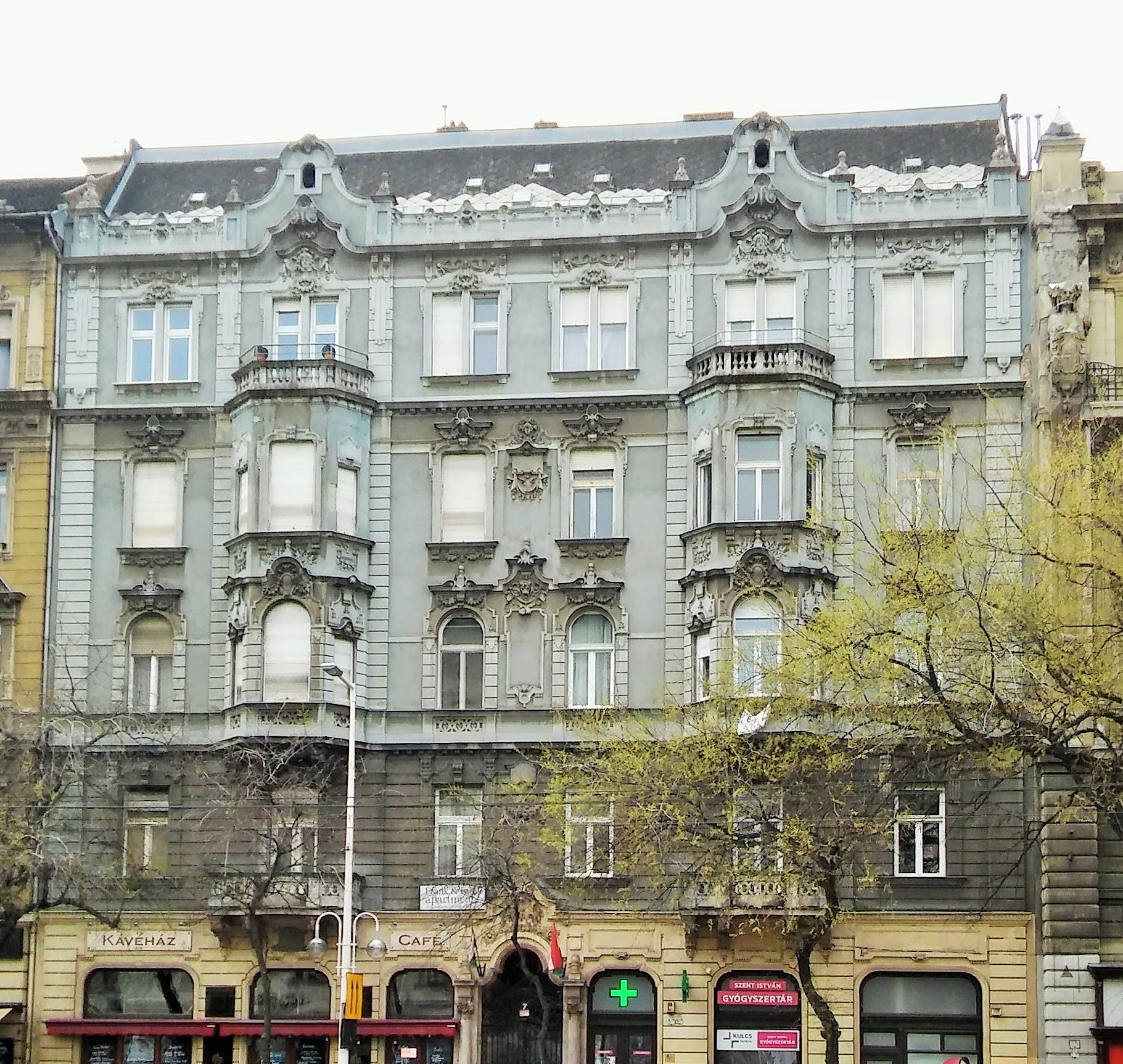
lakóház, Szent István körút 7.

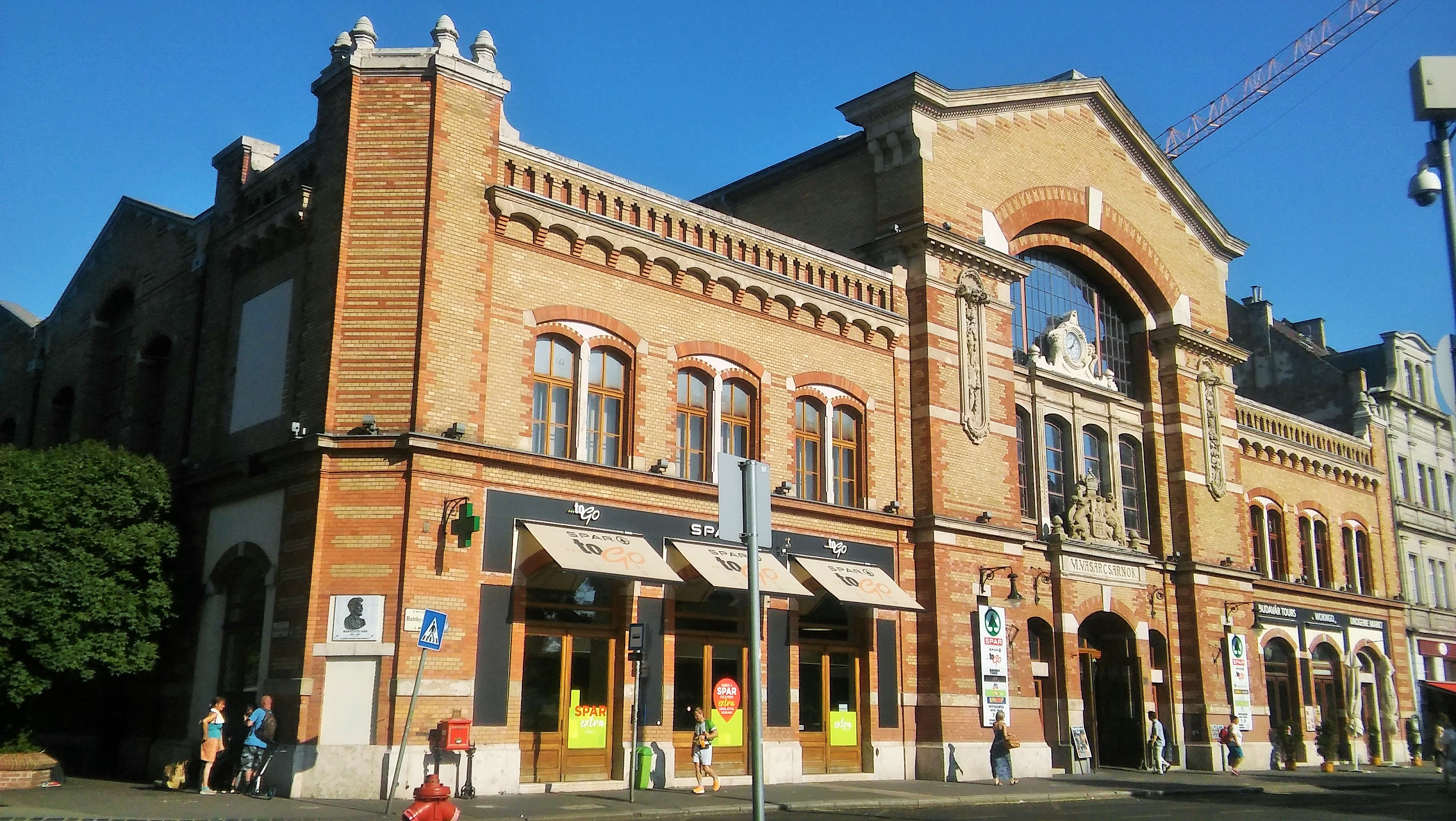
Batthyány téri vásárcsarnok

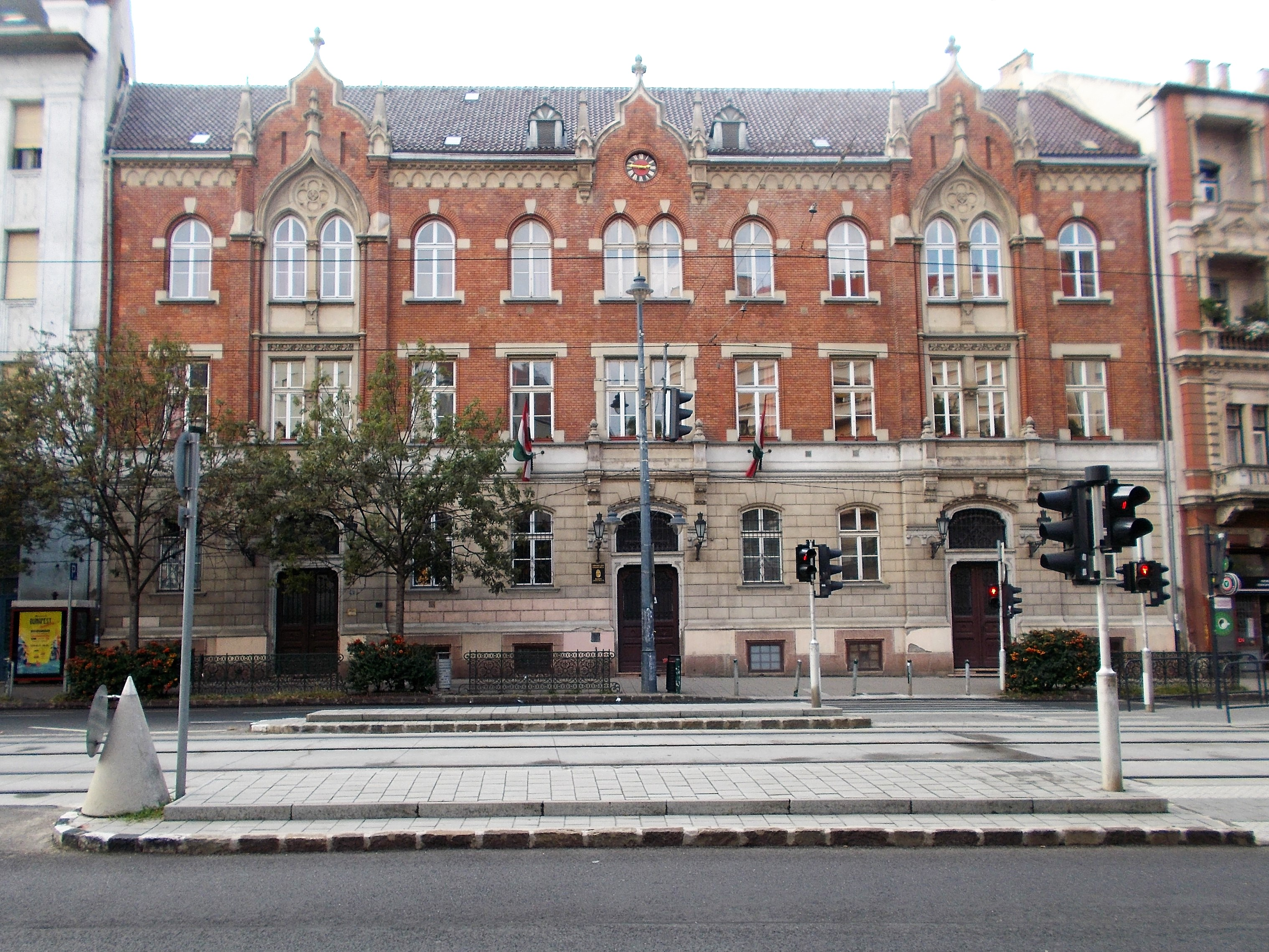
Fehérvári úti iskola

Osztrák eredetű családból származott. Apja Landherr József, anyja Schöder Terézia. Építészeti (tervezői és kivitelezői) munkái mellett könyvillusztrátor is volt, számos képet készített a Magyarország vármegyéi és városai című könyvsorozat egyes köteteibe.
Egy időben a Városmajor szanatórium részvénytársaság ügyvezető igazgatója is volt.
Felesége Prokisch (néhol Prokics) Erzsébet Borbála (1845–1922), akivel 1864. május 11-én a Belvárosi plébániatemplomban kötött házasságot. Gyermekeik:
- ifjabb Landherr Gyula Károly (1911-től Szentgyörgyi Gyula, Pest, 1870. május 25. – ?) szintén mérnök, építész.[7]
- Szilágyi Rezső (Pest, 1872. december 11.[8] – Budapest, 1916. november 28.)[9] tanító, iskolaigazgató, felesége Lenkey Faragó Emília Gizella Henrietta.

## Ismert épületei

### Tervező
- 1872: lakóház, Budapest, Rózsa utca 12. (elbontva)[10]
- 1874: Thalabér-bérház, Budapest, Dob u. 21.[4]
- 1878 után: lakóház, Budapest, Magyar u. 34.[11]
- 1880: nyaraló, Zugliget[12]
- 1880: mosókamra és mángorló kamra, Budapest, Óriás u.[13]
- 1880: lakóház, Budapest, István út 9. (elbontva az 1900-as évek elején)[14]
- 1887: lakóház, Budapest, István út / Murányi utca sarka[15]

### Tervben maradt épületek
- ?: Jókai-mauzóleum[4]

### Kivitelező
- 1880: lakóház, Budapest, Füzér u.[16] (tervező: nem ismert)
- 1902: bérház, Budapest, Szent István krt. 7. (tervezte: Szabó Gyula)[17]
- 1903: Batthyány téri vásárcsarnok, Budapest, Batthyány tér 5.[18] (tervezte: Klunzinger Pál)
- 1904: Fehérvári úti iskola (ma: Újbudai Gárdonyi Géza Általános Iskola), Budapest, Bartók Béla út 27.[19] (tervező: nem ismert)

### Átalakítások
- 1880–1881: Gruber-villa átalakítása, Budapest, Szilassy út 6. (Reck Rezsővel közös munka)[20]